# Hartleton (Pennsylvanie)
Hartleton est un borough situé au sud-ouest de la partie centrale du comté d'Union, en Pennsylvanie, aux États-Unis,. En 2010, il comptait une population de 283 habitants, estimée au 1er juillet 2020 à 323 habitants. Le borough est fondé en 1773 et incorporé en 1858.

## Démographie
Lors du recensement de 2010, le borough comptait une population de 283 habitants. Elle est estimée, en 2020, à 323 habitants.

### Source de la traduction
- (en) Cet article est partiellement ou en totalité issu de l’article de Wikipédia en anglais intitulé « Hartleton, Pennsylvania » (voir la liste des auteurs).